# Final de la Copa FIFA Confederaciones 1997
La final de la Copa FIFA Confederaciones de 1997 se disputó el 21 de diciembre en el Estadio Rey Fahd, de Riad. Fue protagonizada por las selecciones de Brasil y Australia que superaron la fase de grupos (instancia en la cual habían empatado sin goles), para luego clasificar a la final tras vencer a República Checa y Uruguay respectivamente en las semifinales del torneo. El partido se definió a favor de los brasileños por 6:0 con tripletes de Ronaldo y Romário, con lo que obtuvo su primer título confederativo. Ha sido la mayor goleada en una final en la historia del torneo, y también ha sido la mayor goleada en una final de un torneo FIFA, además Australia es el único equipo de Oceanía que ha disputado la final de esta competición.

## Enfrentamiento
| Bandera de Brasil | vs. | Bandera de Australia |
| Brasil 6          | vs. | Australia 0          |
| ----------------- | --- | -------------------- |

## Antecedentes
El siguiente cuadro muestra el historial de enfrentamientos en ediciones anteriores de la Copa FIFA Confederaciones entre los equipos que disputaron la final de la copa confederaciones.
| Partido              | Antecedentes   | Antecedentes         | Antecedentes | Antecedentes |
| Partido              | Edición        | Fase                 | Resultado    | Ref.         |
| -------------------- | -------------- | -------------------- | ------------ | ------------ |
| Brasil vs. Australia |                |                      |              |              |
| 1997                 | Fase de grupos | Australia 0:0 Brasil | [ 4 ]        |              |

## Camino a la final
| Equipo         | Pts. | PJ | PG | PE | PP | GF | GC | Dif |
| -------------- | ---- | -- | -- | -- | -- | -- | -- | --- |
| Brasil         | 7    | 3  | 2  | 1  | 0  | 6  | 2  | +4  |
| Australia      | 4    | 3  | 1  | 1  | 1  | 3  | 2  | +1  |
| México         | 3    | 3  | 1  | 0  | 2  | 8  | 6  | +2  |
| Arabia Saudita | 3    | 3  | 1  | 0  | 2  | 1  | 8  | -7  |

| Equipo         | Pts. | PJ | PG | PE | PP | GF | GC | Dif |
| -------------- | ---- | -- | -- | -- | -- | -- | -- | --- |
| Brasil         | 7    | 3  | 2  | 1  | 0  | 6  | 2  | +4  |
| Australia      | 4    | 3  | 1  | 1  | 1  | 3  | 2  | +1  |
| México         | 3    | 3  | 1  | 0  | 2  | 8  | 6  | +2  |
| Arabia Saudita | 3    | 3  | 1  | 0  | 2  | 1  | 8  | -7  |

## Partido
| 1          | Guardameta     | Dida           |  |
| 2          | Defensa        | Cafú           |  |
| 3          | Defensa        | Aldair         |  |
| 4          | Defensa        | Junior Baiano  |  |
| 6          | Defensa        | Roberto Carlos |  |
| 5          | Centrocampista | Dunga          |  |
| 16         | Centrocampista | César Sampaio  |  |
| 11         | Centrocampista | Juninho        |  |
| 18         | Centrocampista | Denílson       |  |
| 9          | Delantero      | Ronaldo        |  |
| 11         | Delantero      | Romário        |  |
| Entrenador | Entrenador     | Mário Zagallo  |  |

| 1          | Guardameta     | Mark Bosnich   |     |
| 4          | Defensa        | Milan Ivanović |     |
| 14         | Defensa        | Tony Vidmar    | 31' |
| 5          | Defensa        | Alex Tobin     |     |
| 2          | Defensa        | Steve Horvat   | 55' |
| 5          | Defensa        | Stan Lazaridis |     |
| 8          | Centrocampista | Craig Foster   |     |
| 6          | Centrocampista | Ned Zelić      |     |
| 10         | Centrocampista | Aurelio Vidmar | 55' |
| 9          | Delantero      | Mark Viduka    |     |
| 11         | Delantero      | Harry Kewell   |     |
| Entrenador | Entrenador     | Terry Venables |     |

| 18 | Delantero | John Aloisi     | 31' |
| 21 | Defensa   | Kevin Muscat    | 55' |
| 12 | Defensa   | Matthew Bingley | 55' |

| Amonestado | 72' | Ronaldo |

| Expulsado | 24' | Mark Viduka |

| Anotado         | 15' | Ronaldo | 1-0 |
| Anotado         | 27' | Ronaldo | 2-0 |
| Anotado         | 38' | Romário | 3-0 |
| Anotado         | 53' | Romário | 4-0 |
| Anotado         | 59' | Ronaldo | 5-0 |
| Anotado · Penal | 75' | Romário | 6-0 |

| Árbitro             | Pirom Un-Prasert   |
| Árbitros asistentes | Mohamed Al Musawi  |
| Árbitros asistentes | Jacques Poudevigne |

| 1          | Guardameta     | Dida           |  |
| 2          | Defensa        | Cafú           |  |
| 3          | Defensa        | Aldair         |  |
| 4          | Defensa        | Junior Baiano  |  |
| 6          | Defensa        | Roberto Carlos |  |
| 5          | Centrocampista | Dunga          |  |
| 16         | Centrocampista | César Sampaio  |  |
| 11         | Centrocampista | Juninho        |  |
| 18         | Centrocampista | Denílson       |  |
| 9          | Delantero      | Ronaldo        |  |
| 11         | Delantero      | Romário        |  |
| Entrenador | Entrenador     | Mário Zagallo  |  |

| 1          | Guardameta     | Mark Bosnich   |     |
| 4          | Defensa        | Milan Ivanović |     |
| 14         | Defensa        | Tony Vidmar    | 31' |
| 5          | Defensa        | Alex Tobin     |     |
| 2          | Defensa        | Steve Horvat   | 55' |
| 5          | Defensa        | Stan Lazaridis |     |
| 8          | Centrocampista | Craig Foster   |     |
| 6          | Centrocampista | Ned Zelić      |     |
| 10         | Centrocampista | Aurelio Vidmar | 55' |
| 9          | Delantero      | Mark Viduka    |     |
| 11         | Delantero      | Harry Kewell   |     |
| Entrenador | Entrenador     | Terry Venables |     |

| 18 | Delantero | John Aloisi     | 31' |
| 21 | Defensa   | Kevin Muscat    | 55' |
| 12 | Defensa   | Matthew Bingley | 55' |

| Amonestado | 72' | Ronaldo |

| Expulsado | 24' | Mark Viduka |

| Anotado         | 15' | Ronaldo | 1-0 |
| Anotado         | 27' | Ronaldo | 2-0 |
| Anotado         | 38' | Romário | 3-0 |
| Anotado         | 53' | Romário | 4-0 |
| Anotado         | 59' | Ronaldo | 5-0 |
| Anotado · Penal | 75' | Romário | 6-0 |

| Árbitro             | Pirom Un-Prasert   |
| Árbitros asistentes | Mohamed Al Musawi  |
| Árbitros asistentes | Jacques Poudevigne |

|                            |
| Bandera de Brasil          |
| Campeón Brasil 1.er título |